# Alon Hazan
Alon Hazan (en hebreo: אלון חזן‎; Asdod, Israel, 14 de septiembre de 1967) es un exjugador y entrenador de fútbol israelí. Actualmente está sin club.

## Carrera como jugador
Hazan pasó la mayor parte de su carrera como jugador en Israel, pero pasó 18 meses con el club inglés Watford, con el que logró dos ascensos: de la League Two a la Premier League. En 1999, Hazan anotó en el desempate de la semifinal de la tanda de penaltis contra el Birmingham City para poner al Watford en la final del desempate contra el Bolton Wanderers, que ganaron 2-0 en Wembley, para ganar ascenso a la Premier. Regresó a Israel por motivos personales, antes de que pudiera jugar en la máxima categoría del fútbol inglés.

## Carrera como entrenador
A partir del 8 de mayo de 2022, Hazan es el entrenador de la selección nacional de Israel.En marzo de 2024, dejó su cargo de mutuo acuerdo con la directiva israelí.

## Clubes

### Como jugador
| Club                | País       | Año       |
| ------------------- | ---------- | --------- |
| Hapoel Petah-Tikvah | Israel     | 1984-1989 |
| Hapoel Ashdod       | Israel     | 1989-1990 |
| Hapoel Petah-Tikvah | Israel     | 1990-1992 |
| Maccabi Haifa       | Israel     | 1992-1996 |
| Hapoel Tel Aviv     | Israel     | 1996-1997 |
| Ironi Ashdod        | Israel     | 1997-1998 |
| Watford             | Inglaterra | 1998-1999 |
| FC Ashdod           | Israel     | 1999-2004 |

### Como entrenador
| Club                           | País   | Año       |
| ------------------------------ | ------ | --------- |
| FC Ashdod                      | Israel | 2004-2006 |
| Selección sub-16 de Israel     | Israel | 2008-2010 |
| Selección sub-17 de Israel     | Israel | 2010-2018 |
| Selección de Israel (interino) | Israel | 2016      |
| Selección de Israel (interino) | Israel | 2018      |
| Selección de Israel (interino) | Israel | 2020-2021 |
| Selección sub-21 de Israel     | Israel | 2021-2022 |
| Selección de Israel            | Israel | 2022-2024 |